# Klemm Kl 32
 (mars 2025).
 (mars 2025).
Dimensions
Le Klemm Kl 32 était un avion de tourisme développé en Allemagne en 1932, dérivé du Klemm Kl 31 pour le Challenge 1932.

## Conception et développement
C'était un monoplan à aile basse, avec un train fixe à patin arrière et une cabine pour trois passagers. Huit unités participèrent à la compétition, avec différents moteurs, dont le Bramo Sh 14 (en) et le Hirth HM 150.
Le pilote Wolf Hirth gagna l'épreuve de décollage court, tandis que Poss termina deuxième au classement général. Un Klemm L32-V a été piloté par Maude Bonney lors d'un vol de Brisbane au Cap en 1937.

## Caractéristiques techniques
- Équipage : 1 pilote  
- Capacité : 2 passagers  
- Longueur : 7,20 m (23 ft 8 in)  
- Envergure : 12,00 m (39 ft 4 in)  
- Hauteur : 2,05 m (6 ft 9 in)  
- Surface alaire : 17,0 m² (183 ft²)  
- Poids à vide : 590 kg (1 300 lb)  
- Poids maximal au décollage : 950 kg (2 090 lb)  
- Motorisation :  
```
 - 
Moteur
 : 1 moteur Bramo Sh 14a  
 - 
Puissance
 : 120 kW (160 ch)  
```

- Performances :  
```
 - 
Vitesse maximale
 : 210 km/h (130 mph)  
 - 
Autonomie
 : 800 km (500 miles)  
 - 
Plafond pratique
 : 4 800 m (15 700 ft)  
 - 
Taux de montée
 : 4,0 m/s (790 ft/min)
```